# Liste der Kulturdenkmäler in Martinhagen
Die folgende Liste enthält die in der Denkmaltopographie ausgewiesenen Kulturdenkmäler auf dem Gebiet des Ortsteils Martinhagen der Gemeinde Schauenburg, Landkreis Kassel, Hessen.
Hinweis: Die Reihenfolge der Denkmäler in dieser Liste orientiert sich an der Anschrift, alternativ ist sie auch nach der Bezeichnung oder der Bauzeit sortierbar.
Kulturdenkmäler werden fortlaufend im Denkmalverzeichnis des Landes Hessen durch das Landesamt für Denkmalpflege Hessen auf Basis des Hessischen Denkmalschutzgesetzes (HDSchG) geführt. Die Schutzwürdigkeit eines Kulturdenkmals hängt nicht von der Eintragung in das Denkmalverzeichnis des Landes Hessen oder der Veröffentlichung in der Denkmaltopographie ab.

Das Vorhandensein oder Fehlen eines Objekts in dieser Liste ist keine rechtsverbindliche Auskunft darüber, ob es Kulturdenkmal ist oder nicht: Diese Liste entspricht möglicherweise nicht dem aktuellen Stand der offiziellen Denkmaltopographie. Diese ist für Hessen in den entsprechenden Bänden der Denkmaltopographie Bundesrepublik Deutschland und im Internet unter DenkXweb – Kulturdenkmäler in Hessen einsehbar. Auch diese Quellen sind, obwohl sie durch das Landesamt für Denkmalpflege Hessen aktualisiert werden, nicht immer aktuell, da es im Denkmalbestand immer wieder Änderungen gibt.
Eine verbindliche Auskunft erteilt allein das Landesamt für Denkmalpflege Hessen.
Nutze diese Kartenansicht, um Koordinaten in der Liste zu setzen. In dieser Kartenansicht sind Kulturdenkmale ohne Koordinaten mit einem roten bzw. orangen Marker dargestellt und können in der Karte gesetzt werden. Kulturdenkmale ohne Bild sind mit einem blauen bzw. roten Marker gekennzeichnet, Kulturdenkmale mit Bild mit einem grünen bzw. orangen Marker.
| Bild                | Bezeichnung              | Lage                                                | Beschreibung                                                                                              | Bauzeit                                                         | Objekt-Nr. |
| ------------------- | ------------------------ | --------------------------------------------------- | --- | --------------------------------------------------------------- | ---------- |
| Bild gesucht BW     | Fachwerkwohnhaus         | Am Martinstein 5 LageFlur: 8, Flurstück: 18         | Zweigeschossige Fachwerkgebäude mit rückwärtiger Begrenzung des ehemaligen Einhaus durch den Martinstein. | 1777 (Inschrift)                                                | 88211 DDB  |
| Bild gesucht BW     | Ehemaliges Einhaus       | Kirchstraße 3 LageFlur: 8, Flurstück: 75/3          | | Beginn 18. Jahrhundert                                          | 88212 DDB  |
| Bild gesucht BW     | Einhaus                  | Kirchstraße 7 LageFlur: 8, Flurstück: 194/36        | | Ende 18. Jahrhundert                                            | 88213 DDB  |
| Bild gesucht BW     | Streckhofanlage          | Kirchstraße 8 LageFlur: 8, Flurstück: 29/3, 29/5    | | Ende 18. Jahrhundert, weitere Bauphasen Beginn 20. Jahrhundert. | 88214 DDB  |
| Evangelische Kirche | Evangelische Kirche      | Kirchstraße 10 LageFlur: 8, Flurstück: 25/1         | Rechteckige Saalanlage mit quadratischem Westturm.                                                        |                                                                 | 88215 DDB  |
| Bild gesucht BW     | Pfarrhaus                | Kirchstraße 11 LageFlur: 8, Flurstück: 51/15        | Zweigeschossiges Fachwerkhaus.                                                                            | 1792                                                            | 88216 DDB  |
| Bild gesucht BW     | Tagelöhnerhaus           | Korbacher Straße 622 LageFlur: 8, Flurstück: 93/2   | Kleinformatiges zweigeschossiges Tagelöhnerhaus.                                                          | 19. Jahrhundert                                                 | 88217 DDB  |
| Bild gesucht BW     | Einhaus                  | Obere Straße 10 LageFlur: 8, Flurstück: 174/7       | | Ende 18. Jahrhundert                                            | 88218 DDB  |
| Bild gesucht BW     | Streckhof                | Rundstraße 6 LageFlur: 8, Flurstück: 26/1           | | Nach 1750                                                       | 88219 DDB  |
| Bild gesucht BW     | Wohnhaus einer Hofanlage | Rundstraße 9 LageFlur: 7, Flurstück: 34/1           | | Ende 19. Jahrhundert                                            | 88220 DDB  |
| Bild gesucht BW     | Hofanlage                | Rundstraße 15 LageFlur: 8, Flurstück: 44/4          | Winklige Hofanlage                                                                                        | 1920 Wohnhaus (Inschrift)                                       | 88221 DDB  |
| Bild gesucht BW     | Einhaus                  | Rundstraße 17 LageFlur: 8, Flurstück: 50/7          | | Beginn 18. Jahrhundert                                          | 88222 DDB  |
| Bild gesucht BW     | Einhaus                  | Rundstraße 21 LageFlur: 8, Flurstück: 48            | Ehemaliges Einhaus                                                                                        | Beginn 18. Jahrhundert                                          | 88223 DDB  |
| Bild gesucht BW     | Einhaus                  | Wattenbergstraße 2 LageFlur: 7, Flurstück: 37       | | Um 1800                                                         | 88224 DDB  |
| Bild gesucht BW     | Streckhofanlage          | Wattenbergstraße 5 LageFlur: 8, Flurstück: 70/5     | | Ende 18. Jahrhundert                                            | 88225 DDB  |
| Bild gesucht BW     | Fachwerkwohnhaus         | Wattenbergstraße 9 LageFlur: 2, Flurstück: 95/29    | Zweigeschossiges Wohnhaus mit Krüppelwalmdach.                                                            | Ende 19. Jahrhundert                                            | 88226 DDB  |
| Bild gesucht BW     | Einhaus                  | Wattenbergstraße 24 LageFlur: 8, Flurstück: 55/9    | | Ende 19. Jahrhundert, 1884 nach Brand wieder errichtet.         | 88227 DDB  |
| Bild gesucht BW     | Einhaus                  | Zierenberger Straße 1 LageFlur: 8, Flurstück: 96/2  | | Um 1750                                                         | 88228 DDB  |
| Bild gesucht BW     | Streckhof                | Zierenberger Straße 3 LageFlur: 8, Flurstück: 92/3  | | Nach 1750                                                       | 88229 DDB  |
| Bild gesucht BW     | Hofanlage                | Zierenberger Straße 4 LageFlur: 7, Flurstück: 45/2  | Winklige Hofanlage.                                                                                       | Ende 19. Jahrhundert                                            | 88230 DDB  |
| Bild gesucht BW     | Einhaus                  | Zierenberger Straße 5 LageFlur: 8, Flurstück: 91    | Ehemaliges Einhaus.                                                                                       | Ende 18. Jahrhundert                                            | 88231 DDB  |
| Bild gesucht BW     | Streckhof                | Zierenberger Straße 11 LageFlur: 7, Flurstück: 31   | | Ursprung vor 1750                                               | 88232 DDB  |
| Bild gesucht BW     | Hofanlage                | Zierenberger Straße 13 LageFlur: 7, Flurstück: 8/1  | | 19. Jahrhundert                                                 | 88233 DDB  |
| Bild gesucht BW     | Ehemaliges Tanzhaus      | Zierenberger Straße 18 LageFlur: 7, Flurstück: 11/1 | Eingeschossige Gebäude aus Bruchsteinmauerwerk.                                                           | 1898                                                            | 88234 DDB  |
| Bild gesucht BW     | Streckhof                | Zierenberger Straße 19 LageFlur: 7, Flurstück: 2/1  | Hofanlage mit Wohnbereich, angrenzendem Scheunen- und Stalltrakt.                                         | Nach 1750                                                       | 828913 DDB |